# Keizerrijk-trilogie
De Keizerrijk-trilogie is de Nederlandse vertaling van de The Empire Trilogy. Deze trilogie is geschreven door Raymond E. Feist en Janny Wurts. Deze serie gaat over Mara, de jonge Regerend Vrouwe van de Acoma en haar rol in het Spel van de Raad, dat al eeuwenlang in het keizerrijk Tsuranuanni in Kelewan wordt gespeeld tussen de machtigste families.
In tegenstelling tot de overige boeken van Feist speelt de keizerrijktrilogie zich af in de wereld Kelewan. Er zijn wel de nodige parallellen met de boeken over de grote scheuring, zo heeft magiër Puc een bijrol in de trilogie. De drie delen van de trilogie zijn Dochter van het keizerrijk, Dienaar van het keizerrijk en Vrouwe van het keizerrijk.

## Dochter van het keizerrijk
In het eerst boek probeert Mara te overleven na het overlijden van haar vader en broer. Het huis van Acoma moet worden gerevitaliseerd en Mara moet om leren gaan het het heersen over een huis. Dit boek gaat met name in op de persoonlijke groei van kind tot volwassene. Dit boek is ook een introductie over de wereld Kelewan en het politieke klimaat.

## Dienaar van het keizerrijk
In het tweede boek groeit de macht van het huis van Acoma, en dus ook van Mara, steeds verder. Het politieke spel wordt uitstekend gespeeld door Mara wat haar uiteindelijk de titel Dienaar van het keizerrijk oplevert.

## Vrouwe van het keizerrijk
In het derde boek wordt het ultieme plot beschreven van de gehele trilogie. Hier wordt duidelijk wat er al jaren mis is met de wereld en wat er veranderd moet worden. Mara speel hierbij een grote rol en wordt uiteindelijk bedankt met de titel: Vrouwe van het keizerrijk.